# MALO
Malo Garcia
MALO, de son vrai nom Malo Garcia, né le 1er octobre 1996 à Nantua, est un compositeur de musique électronique et musique de film, acteur et producteur franco-espagnol. 
Il a notamment composé les bandes originales et joué dans les films de son frère Hugo Diego Garcia.
Influencé depuis son enfance par une grande variété de style musical, MALO s'est spécialisé dans la musique électronique et orchestrale, voulant devenir un compositeur à l'image. Son frère Hugo Diego Garcia réalise des films, dont Malo est le compositeur de leur bande son. Malo a reçu plusieurs récompenses pour la bande son du film Tony et Cagnolino de Hugo.

## Biographie

### Enfance
Malo Garcia est né le 1er octobre 1996 dans la ville de Nantua dans l'Ain, en France. Dès son plus jeune âge, il fut influencé par une panoplie de style de musique, allant de l'électronique à l'orchestre ou à la musique urbaine, et par la science-fiction et le cinéma policier aux côtés de l'animation japonaise des années 90 dont il s'inspirera. À 21 ans, MALO se spécialise dans la musique à l'image .

### Carrière
Son frère Hugo Diego Garcia poursuit sa carrière d'acteur et décide de partir à Los Angeles en 2015. Malo, Hugo et d'autres Oyonnaxiens également dans le cinéma sont revenus en 2018 dans leur ville natale, Oyonnax, pour le tournage du premier film d'Hugo Tony — tournage ayant duré du 19 au 26 juillet — dont ils sont également acteurs. En plus d'être acteur, Hugo était le réalisateur et MALO était le compositeur de la bande sonore du film. Hugo Garcia déclare dans un inteview qu'il n'aurait jamais fait son film sans son frère Malo.
Hugo a également supervisé et joué dans les clips musicaux de "Fracture" et "Entitas" de l'EP Old Soul de MALO, ce qui a valu à Hugo de se faire remarquer par ses talents par les festivals du monde entier. Un clip pour sa musique intitulée Mauve, sortie le 28 janvier 2022, est également supervisée par son frère Hugo Diego Garcia (qui est un des acteurs du clip). Malo joue également dans le clip.

## Récompenses
Malo Garcia a reçu 5 récompenses : 

### Prix
- Feel The Reel International Film Festival : Gagnant en octobre 2018 pour la meilleure musique originale, sur le film Tony.
- Los Angeles Film Awards : Gagnant en octobre 2018 pour la meilleure musique, sur le film Tony.
- WorldFest Houston : Prix Remi de platine de 2020 pour la meilleure musique originale, sur le film Cagnolino.

### Nominations
- The Monthly Film Festival : Nommé en octobre 2018 pour musique originale, sur le film Tony.
- Top Shorts Film Festival : Nommé en octobre 2018 pour le meilleur ensemble, sur le film Tony[n 1].